# Metin Çıkmaz
Metin Çıkmaz (ur. 1943) – turecki zapaśnik walczący w stylu klasycznym. Olimpijczyk z Meksyku 1968, gdzie zajął czwarte miejsce w kategorii do 52 kg.

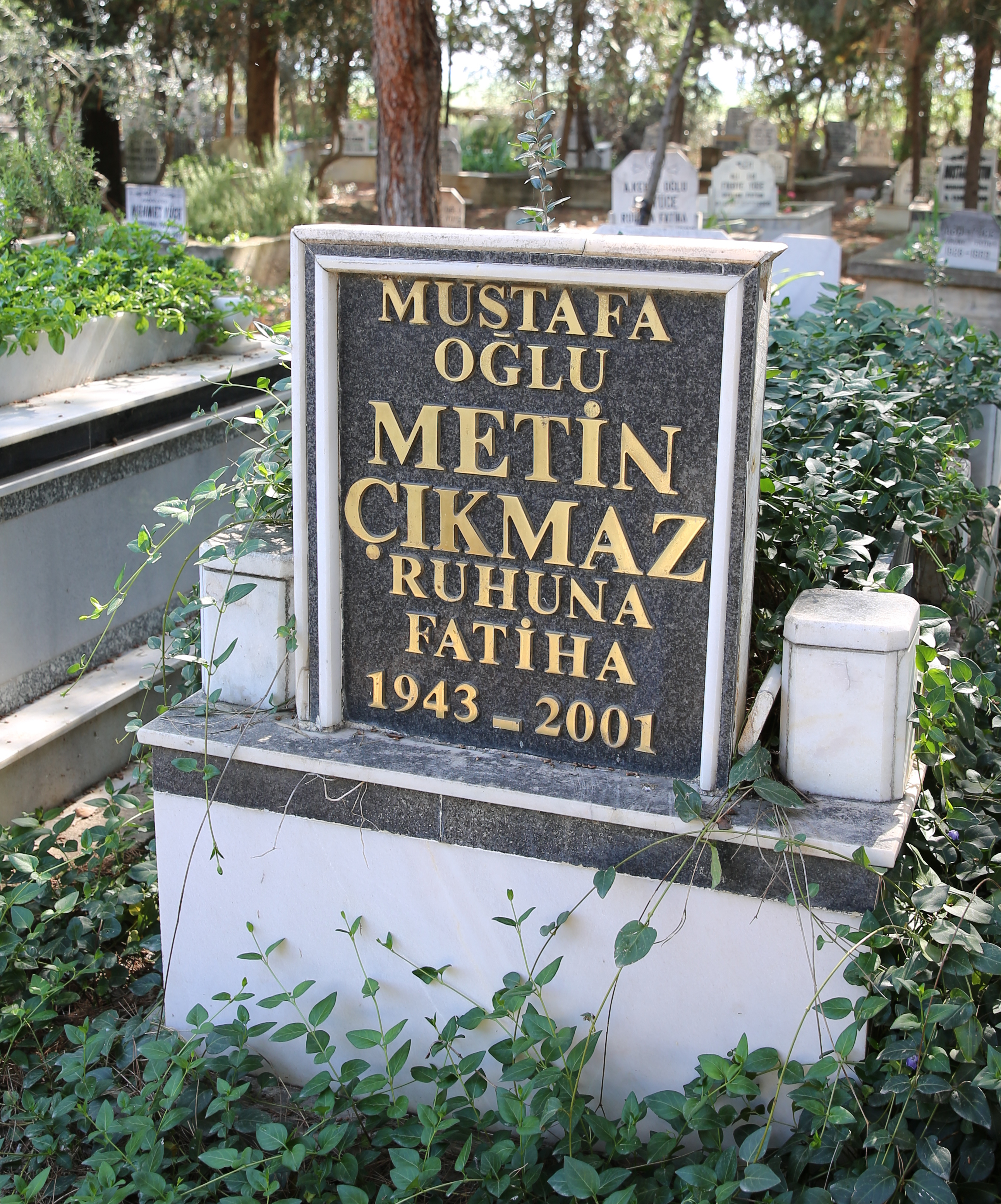
Grób Metina Çıkmaza

Czwarty w mistrzostwach Europy w 1967 i piąty w 1970. Triumfator igrzysk śródziemnomorskich w 1967 roku.